# Pop-show
Pop-show – autorski program w wykonaniu Quasi-Kabaretu Rafała Kmity, w reżyserii Rafała Kmity.
Realizacja telewizyjna programu "Pop-show" reprezentowała Polskę na Międzynarodowym Festiwalu Telewizyjnym w Montreux w 1996 r.

## Skecze
- "Familiada"
- "Randka w ciemno"
- transmisja z maltretowania nieletnich dziewczynek przez ojca alkoholika
- "Tragedia na żywo" – parodia "Sensacji XX wieku" Bogusława Wołoszańskiego
- telefoniczny quiz "Kto odwali kitę?" – gościnnie wystąpił Maciej Stuhr
- relacja na żywo z miejsca, gdzie "nic się nie dzieje"
- parodia fragmentów z planu filmu Władysława Pasikowskiego pt. "Psy III"